# ヨーロッパウミザリガニ
ヨーロッパウミザリガニ（学名: Homarus gammarus）、別名ヨーロピアンロブスター（英語: European lobster）または単にロブスター（英語: common lobster）は、東大西洋、地中海および黒海（一部）に生息するアカザエビ科の1種。アメリカウミザリガニ H. americanus とは近縁である。最大で体長 60 cm、体重 6 kg にまで成長し、大きな1対の鋏を発達させる。生きている個体は青く、調理によってロブスターらしい赤色になる。交配は夏に行われ、産まれた卵はプランクトン幼生として孵化するまでの1年間母親が抱卵する。人気ある食材であり、ロブスター壺を用いて主にブリテン諸島周辺で漁獲される。

## 概要

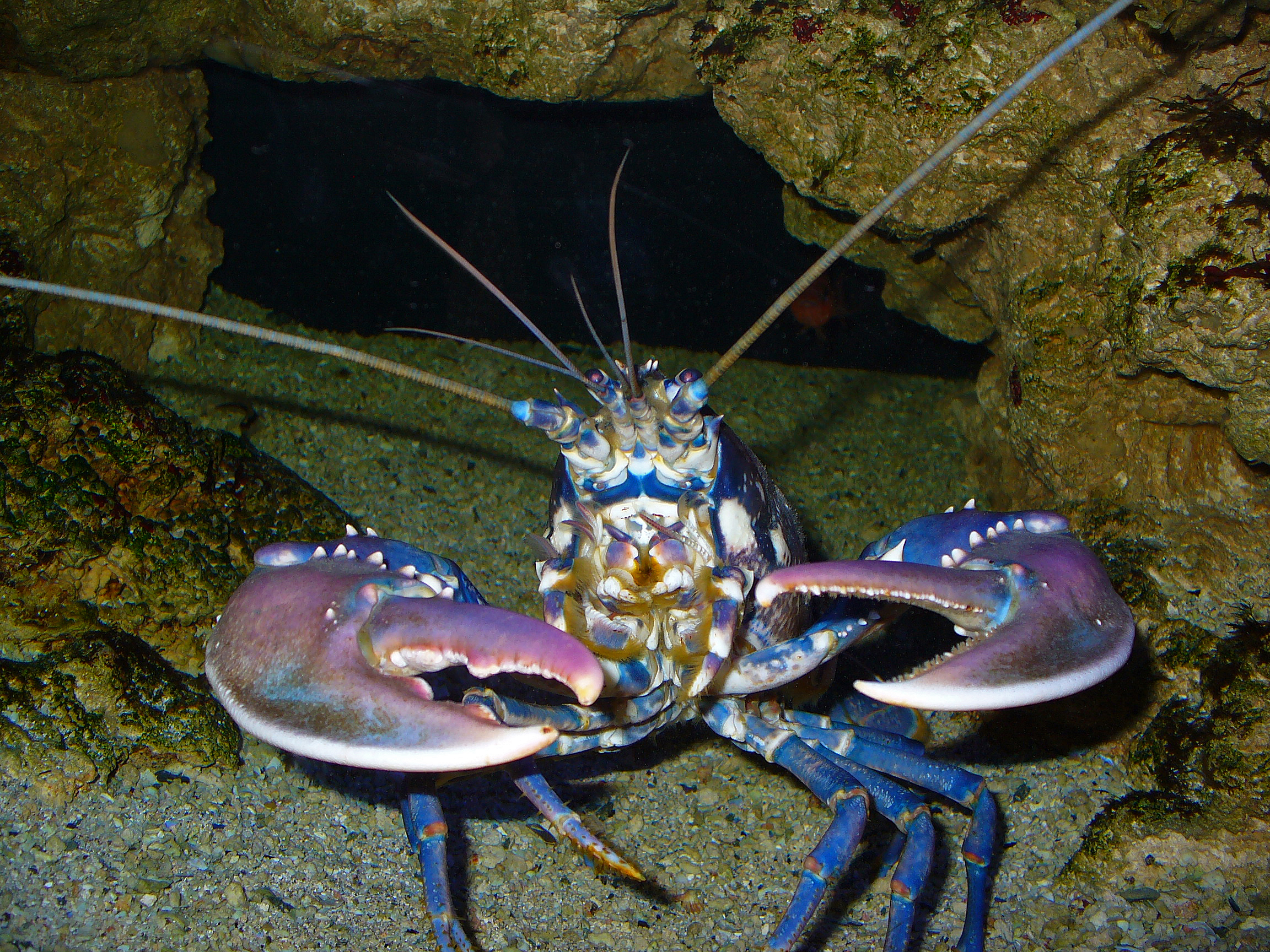
この個体では、右の鋏（画像左側）が「クラッシャー」、左の鋏が「カッター」となっている。

ヨーロッパウミザリガニは大型の甲殻類であり、最大で体長 60 cm、体重5-6 kg ほどになるが、ロブスター壺で捕獲されるのは基本的に体長 23-38 cm、体重 0.7-2.2 kg ほどとなる。他の甲殻類と同様に、ロブスターは硬い外骨格を持ち、成長するに従い脱皮と呼ばれる過程によって脱ぎ捨てる必要がある。若い個体は年に数回脱皮するものの、大きくなるにつれ1-2年に1度程度に減少する。
第1胸脚には大型の非対称な鋏が備わっている。より大型の方を「クラッシャー」と呼び、他方を「カッター」と呼ぶ。クラッシャーには獲物を粉砕するための円形突起が備わり、鋭い内縁があるカッターは獲物をつかんだり、あるいは切り裂くのに用いられる。ふつう、左の鋏がクラッシャー、右がカッターである。
外骨格はふつう上部が青く、下部が黄色でその間に混ざり合った領域が存在する。ロブスターらしい赤色は調理後にのみ現れる。これは生きているときは赤色を示す色素のアスタキサンチンがタンパク質複合体に結合しており、調理熱によってタンパク質複合体が分解されることで色素が放出されるためである。
もっとも近縁な種はアメリカウミザリガニ H. americanus である。2種は非常に類似しており、人工的に交配させられるものの、生息域が重ならないため自然化で雑種は生まれないようである。2種はいくつかの特徴によって区別できる。
- アメリカウミザリガニの額角下部からは1本あるいはそれ以上の棘が生えているが、ヨーロッパウミザリガニには欠けている。
- アメリカウミザリガニの鋏の棘は全体あるいは先端が赤みを帯びているが、ヨーロッパウミザリガニでは白みを帯びている。
- アメリカウミザリガニの鋏の下側はオレンジまたは赤色だが、ヨーロッパウミザリガニではクリーム白か非常に白っぽい赤色である。

## 生活環

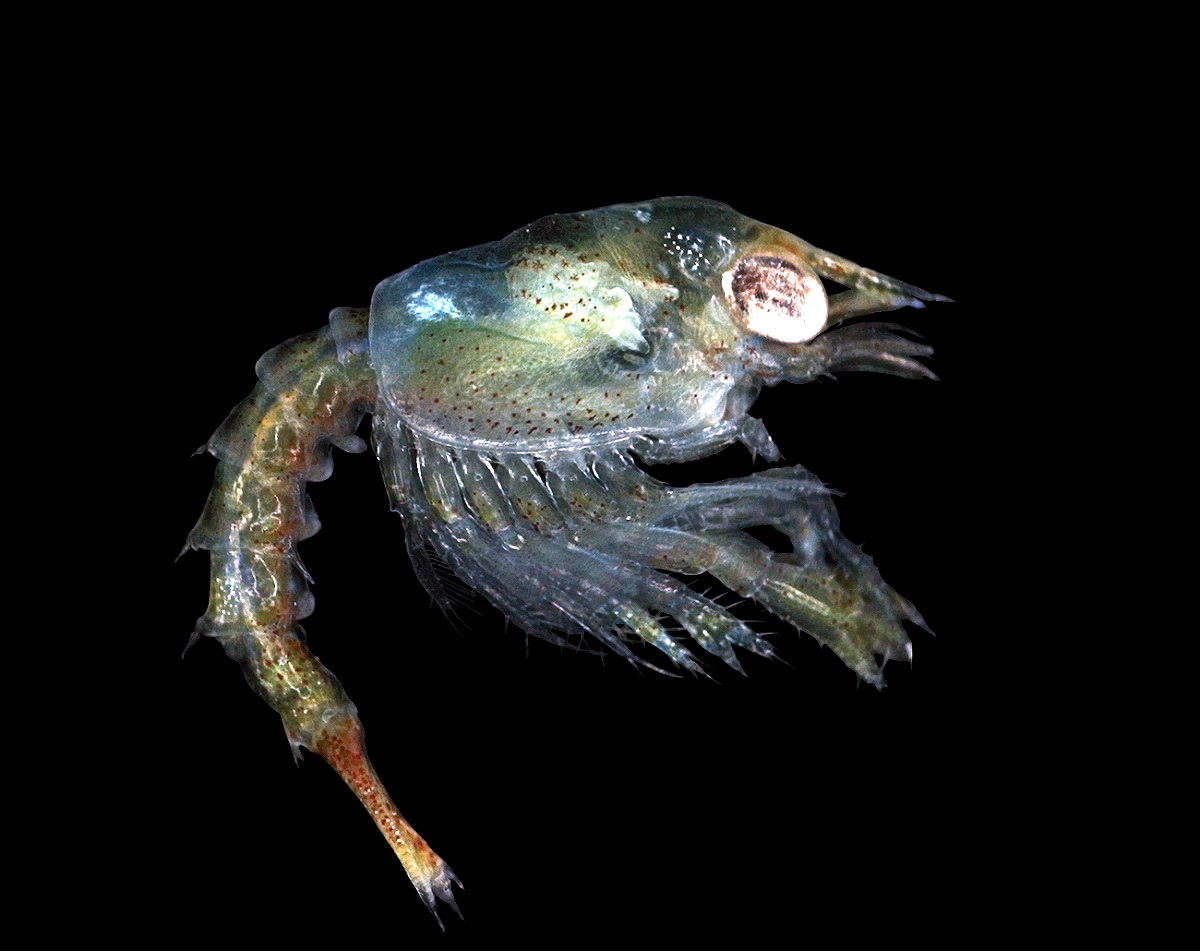
ヨーロッパウミザリガニのゾエア幼生

ヨーロッパウミザリガニのメスは甲長が 80-85 mm ほどに成長した段階で性成熟を迎える一方、オスはそれよりわずかに小さい状態で成熟する。交配は基本的に夏、甲羅が硬いオスと脱皮直後で甲羅が柔らかいメスとの間で行われる。メスは付属肢で水温に応じて最長12か月ほど抱卵する。抱卵しているメスは「berried」と言われ、一年中みられる。
卵は夜に孵化し、幼生は水面下に浮上して海流に乗り、動物プランクトンを捕食する。このステージは3回脱皮するまで15から35日ほど続く。3回目の脱皮後、亜成体はより成体に近い形態となり、底生生活をはじめる。幼体は野生環境下でほとんど見られず、多くが謎に包まれているが大規模な巣穴を掘れることが知られている。幼生のうち、底生生活を迎えられるまでに成長できるのは20,000個体中1個体のみだと推定されている。甲長が 15 mm に達すると若体は巣穴を離れ、成体となる。

## 分布

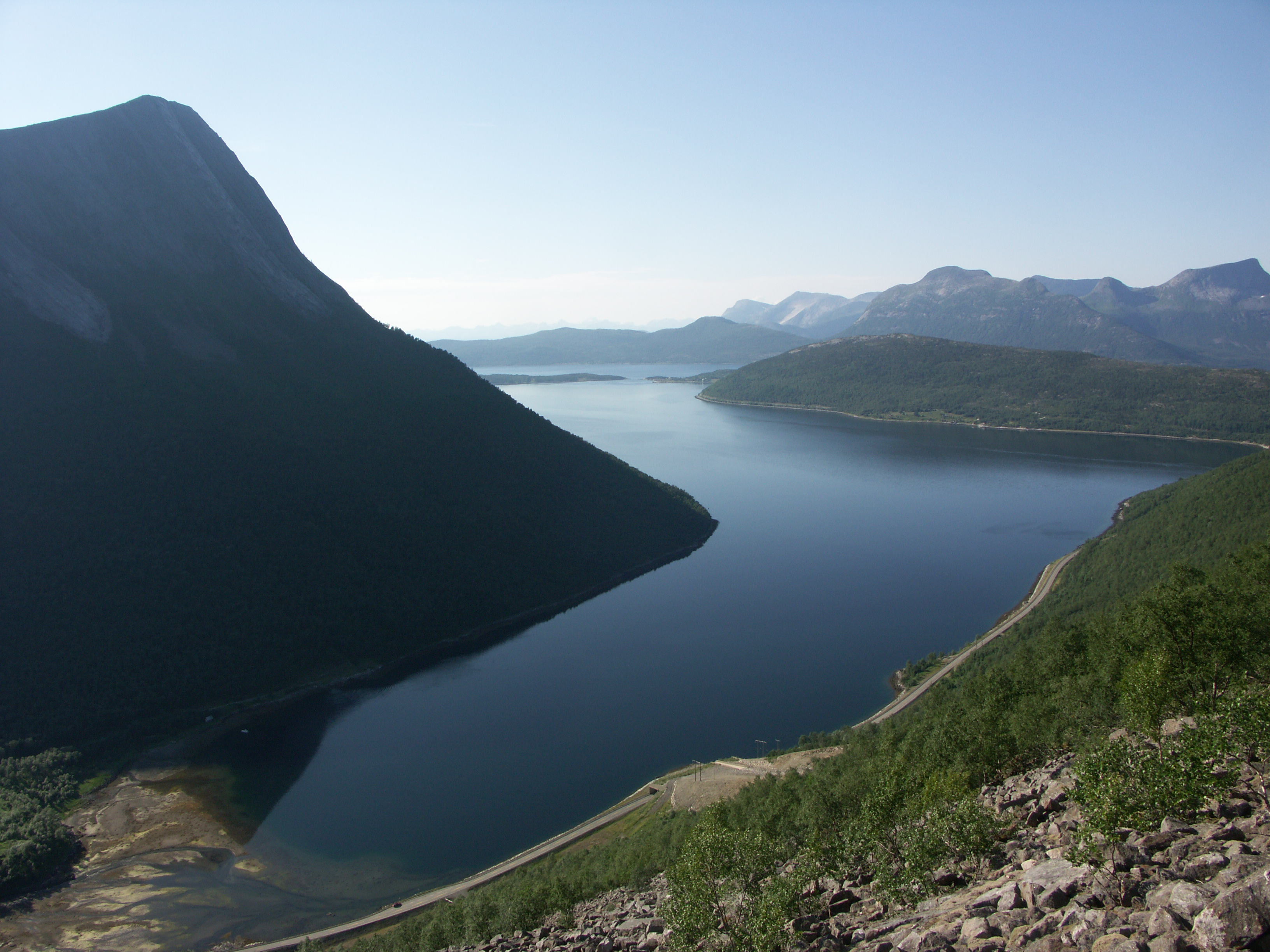
ノールノルゲに位置するテュスフィヨール・フィヨルドやその周辺のフィヨルドはヨーロッパウミザリガニ最北端集団の生息地である。

ヨーロッパウミザリガニはノルウェー北部からアゾレス諸島、モロッコに至る北東大西洋中（ただしバルト海を除く）で見られる。クレタ島以東を除く地中海の大半や、黒海の南西沿岸域に生息している。北端集団は北極圏内、ノルウェーのテュスフィヨール・フィヨルドやフォルダのフィヨルドに生息する。
当種は4つの遺伝的に区別される集団、1つの広域集団、および有効集団サイズの小ささのため、おそらくは地域環境へ適応したことで分化した3つの集団に分けられる.。最初のものはノルウェー北部に生息するもので、「白夜ロブスター」と呼ばれている。地中海の集団は大西洋のそれとははっきり異なっている。最後の独立した集団はオランダに生息している。東スヘルデで見つかった集団は北海やイギリス海峡のものとははっきり異なっていた。
食用のヨーロッパイチョウガニを含むヨーロッパ産の他の種と共にヨーロッパウミザリガニをニュージーランドへ移入させようと試みられてきた。1904年から1914年の間、100万匹の幼生がダニーデンの孵化場から放流されたものの、結局定着しなかった。

## 生態
成体のヨーロッパウミザリガニは大陸棚・水深0-150 m に生息しているが、普通水深 50 m より深くにはいない。岩や硬泥といった基質を好み、穴や隙間に潜んで夜間採食のために姿を現す。
ヨーロッパウミザリガニの餌は主に他の底生無脊椎動物（カニ、軟体動物、ウニ、ヒトデ、多毛類）である。
ヨーロッパウミザリガニ、アメリカウミザリガニ、ヨーロッパアカザエビのロブスター3種は付着生物シンビオンの宿主として知られている。このうちヨーロッパウミザリガニに付着する種は未記載である。
ヨーロッパウミザリガニはバクテリアの1種 Aerococcus viridans による病気ガフケミアに感染する。病原菌はアメリカウミザリガニでも頻繁にみられる一方、病状は生きたヨーロッパウミザリガニでのみ発症するため、水槽が以前アメリカウミザリガニの飼育に用いられていたかどうかに留意する必要がある。

## 利用

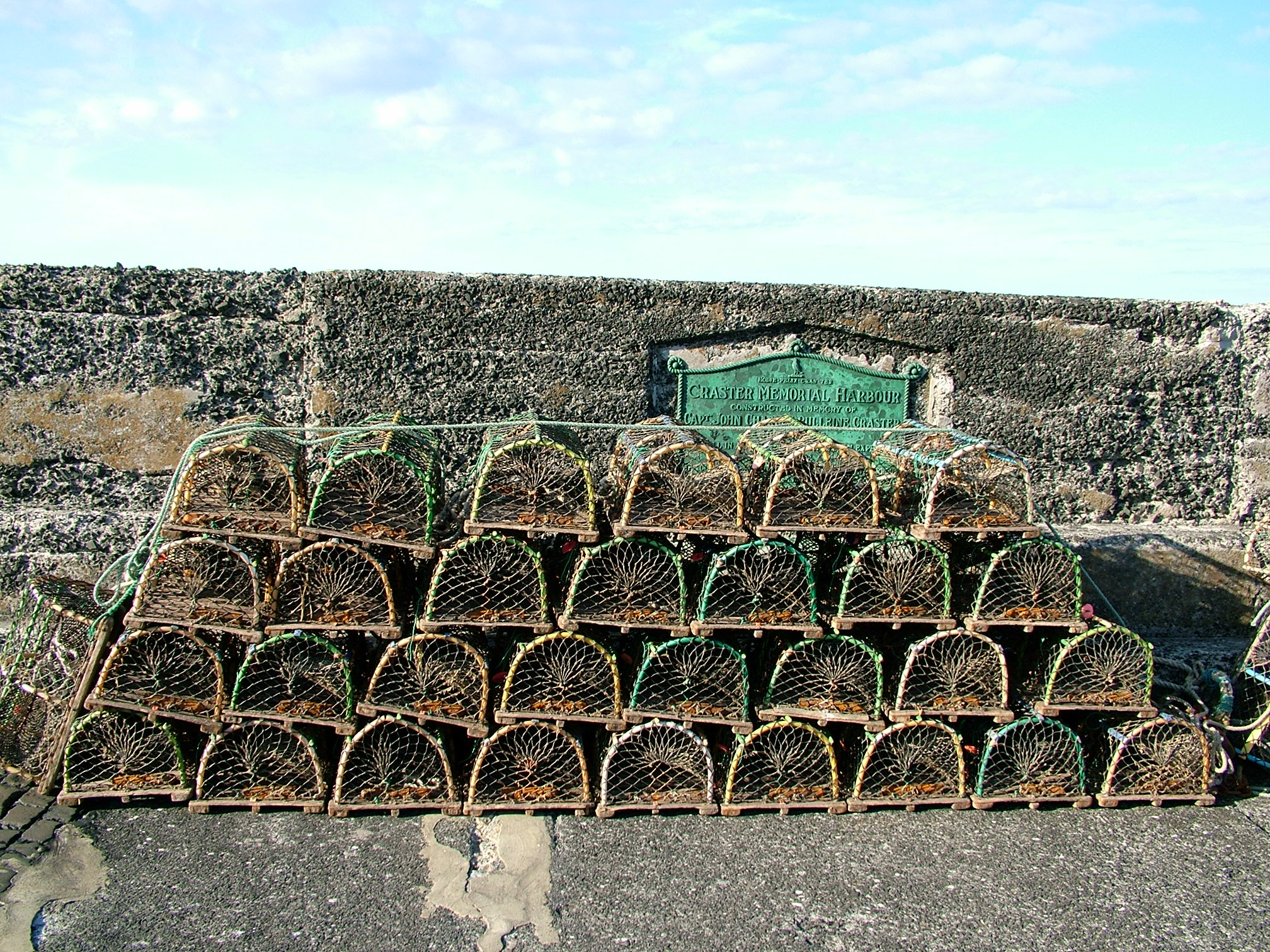
ノーサンバーランド・クラスターの岸壁に置かれたロブスター壺

ヨーロッパウミザリガニは古くから食材として「高く評価」されており、17世紀イングランドの民謡『クラブフィッシュ』にも歌われている。時に非常な高値が付き、生、冷凍、缶詰や粉末で販売される。鋏や腹部は「素晴らしい」白肉を含み、頭胸部の大半も食用となる。例外は砂嚢と腸である。ヨーロッパウミザリガニは時にアメリカウミザリガニの3倍もの値段が付き、より美味と見なされている。
ロブスターは主にロブスター壺を用いて漁獲されるが、タコやコウイカ類などの餌を用いて手掴みや網で捕まえられることもある。2008年、4,386 tのヨーロッパウミザリガニがヨーロッパおよび北アフリカで漁獲され、そのうち3,462 t（79%）がブリテン諸島（チャンネル諸島を含む）で漁獲された。ヨーロッパウミザリガニの水揚げ基準値は甲長 87 mm である。繁殖メスを保護するため、漁獲された抱卵個体は尾肢に切れ目が入れられる。その後そのメスを保持し続けたり販売することは違法である。この切込みは一般に「Vノッチ」と呼ばれ、3回脱皮するまで外骨格上で維持され、3から5年ほど繁殖可能となり、個体増殖の保護に寄与する。
ヨーロッパウミザリガニの養殖技術は開発途中であり、生産性は極めて低い。

## 分類史
ヨーロッパウミザリガニはカール・フォン・リンネによって『自然の体系』第10版（1758年）で最初に学名が与えられた。当時リンネはイチョウガニ属（Cancer）に大型甲殻類をすべて含んでおり、当種の学名も Cancer gammarus となっていた。
ヨーロッパウミザリガニはウミザリガニ属（Homarus Weber, 1795）の模式種であると動物命名法国際審議会規則第51条によって定められている。この方針以前は Astacus marinus Fabricius, 1775 や Homarus vulgaris H. Milne-Edwards, 1837 などのいくつか異なる学名が用いられていたことや、フリードリヒ・ヴェーバーによる属の記載がメアリー・ラスバン（それまで Homarus H. Milne-Edwards, 1837 の模式種とされていたものを Homarus Weber, 1795 に対してすべて無効とした）の再発見まで忘れられていたことから、分類に混乱が生じていた。
ヨーロッパウミザリガニのタイプ標本はリプケ・ホルトハウスによって1974年に選定されたレクトタイプであった。スウェーデン・マーシュトランド（イェーテボリの 48 km 北東）近く、北緯57度53分 東経11度32分 / 北緯57.883度 東経11.533度 で採取されたものだが、標本自体とパラレクトタイプはそれ以来失われている。
国際連合食糧農業機関が定めたヨーロッパウミザリガニの英名は「European lobster」だが、「common lobster」としても広く知られている。

## 関連文献
- “France's illustrious blue 'Breton lobster'” (英語). BBC (2023年7月14日). 2023年9月14日閲覧。